# Carlyle Beals
Carlyle Smith Beals (29. června 1899 Canso, Nové Skotsko, Kanada – 2. července 1979 Ottawa, Kanada) byl kanadský astronom. Věnoval se spektroskopii hvězd a studiu mezihvězdné hmoty.

## Životopis
V akademickém roce 1926/27 působil jako docent fyziky na Acadia University ve Wolfvillu. Mezi lety 1927 až 1946 pracoval v Dominion Astrophysical Observatory ve Victorii v kanadské provincii Britská Kolumbie. Zde zkoumal spektrální čáry ve spektru horkých hvězd. Kromě toho se podílel na vývoji astronomických přístrojů.
V roce 1946 byl jmenován Astronomem dominia v Ottawě a pracoval na studii o impaktních kráterech v Kanadě. V roce 1964 odešel do důchodu.
V roce 1969 mu bylo uděleno nejvyšší kanadské civilní vyznamenání Officer of the Order of Canada. V roce 1971 dostal cenu Petrie Prize Lecture. Na jeho počest byly po něm pojmenovány planetka 3314 Beals a kráter na Měsíci.